# Blue Eye (Arkansas)
Pour les articles homonymes, voir Blue Eye.
Blue Eye est une municipalité du comté de Carroll, dans l'État de l’Arkansas aux États-Unis.

## Démographie
| 1960 | 1970 | 1980 | 1990 | 2000 | 2010 |
| ---- | ---- | ---- | ---- | ---- | ---- |
| 69   | 53   | 43   | 38   | 36   | 30   |